# エピタキシャル成長
エピタキシャル成長（エピタキシャルせいちょう、英語：epitaxial growth）とは、薄膜結晶成長技術のひとつである。基板となる結晶の上に結晶成長を行い、下地の基板の結晶面にそろえて配列する成長の様式である。基板と薄膜が同じ物質である場合をホモエピタキシャル、異なる物質である場合をヘテロエピタキシャルと呼ぶ。結晶成長の方法として分子線エピタキシー法や有機金属気相成長法、液相エピタキシー法などがある。
エピタキシャル成長が起こるには格子定数のほぼ等しい結晶を選ぶ必要があり、温度による膨張係数の近い物でなくてはならない。
なお、現在窒化ガリウム（GaN）はサファイア基板上に結晶成長をする方法が広く採られているが、両者の格子定数は大きく違うこと等があり、通常の方法ではエピタキシャル成長できない。これを解決するために赤崎勇が低温バッファー層を導入したことによりサファイア基板上にGaNをエピタキシャル成長することに成功した。GaNのエピタキシャル成長が成功したことにより窒化物系半導体を用いた発光ダイオード、レーザーダイオード、電子デバイス、受光素子の発展へとつながった。